# كريس هاينريش
كريس هاينريش (بالألمانية: Chris Heinrich)‏ (و. 1977  م) هو لاعب كرة سلة ألماني، ولد في فيلادلفيا، مركز لعبه هو وسط.

## روابط خارجية
- كريس هاينريش على موقع كرة السلة الأوروبية.كوم (الإنجليزية)
- كريس هاينريش على موقع كلية كرة السلة في سبورتس رفرنس.كوم (الإنجليزية)
- كريس هاينريش على موقع ريلجم (الإنجليزية)
- كريس هاينريش على موقع بروبوليرز (الإنجليزية)